# Еригий
Еригий (на старогръцки: Ἐρίγυιος), син на Ларихос и брат на Лаомедон, е пълководец на Александър Велики.
Еригий е по рождение грък от Митилена, получава също, както брат му, в Амфиполис македонското гражданство от цар Филип II. През 336 г. пр. Хр. във връзка с аферата „Пиксодар“ той придружава Александър, заедно с неговия брат Лаомедон, Неарх, Птолемей и Харпал, в изгнанието му и се връща обратно в двора едва след убийството на Филип II и идването на власт на Александър през същата година.
По време на похода в Азия Еригий ръководи кавалерията на гръцките съюзници в битката при Иса (333 г. пр. Хр.) и е отговорен за сигурността на провинция Коилесирия (332/331 г. пр. Хр.).
През 331 г. пр. Хр. той ръководи отново гръцката кавалерия в битката при Гавгамела. Следващата година той придружава Александър от Екбатана при преследването на Дарий III и върви с него през Мидия и Партия. Той участва през 330 г. пр. Хр. при подчинението на провинция Хиркания, чийто сатрап Сатибарзан веднага се предава и затова запазва службата си. Обаче Сатибарзан въстава и окупира провинция Арея.
Александър изпраща против Сатибарзан през 329 г. пр. Хр. войска под командването на Еригий и военачалниците Артабаз и Каран. В двубой той убива Сатибарзан собственоръчно. След това той го обезглавява, за да използва главата му като трофей.
На Яксърт Еригий, Хефестион и Кратер се опитват безуспешно да откажат Александър да пресече реката заради борба против скитите. През зимата 328 г. пр. Хр. Еригий умира в Согдиана след разболяване и е погребан тържествено.